# Oreopasites collegarum
Oreopasites collegarum är en biart som beskrevs av Rozen 1992. Oreopasites collegarum ingår i släktet Oreopasites och familjen långtungebin. Inga underarter finns listade i Catalogue of Life.